# Armenonville
El Armenonville fue uno de los cabarés más lujosos de Buenos Aires, Argentina, entre los años 1910 y 1920.
Se emplazaba sobre avenida Alvear (hoy, Avenida del Libertador General San Martín), en el barrio de la Recoleta, aproximadamente donde hoy se encuentra el Automóvil Club Argentino. 
El primer músico de tango contratado para su inauguración fue Vicente Greco en 1911. Años más adelante, el cabaret adquiere mayor prestigio por ser donde Carlos Gardel realizó su primera gran actuación en dúo con José Razzano durante una fiesta de año nuevo el 1 de enero de 1914. El edificio fue construido con modelo al Pabellón de Armenonville, que sigue existiendo en el Bois de Boulogne de París. Numerosos músicos famosos del tango de la década del 10 tocaron en el Armenonville, como Roberto Firpo, Eduardo Arolas y Agustín Bardi, entre otros.

## En la cultura popular
Este cabaré dio su nombre a un tango conocido, Armenonville, compuesto en 1912 por Juan Maglio. Este tema fue después grabado por muchas otras orquestas y conjuntos, por ejemplo la Orquesta de Roberto Firpo en 1922, el Cuarteto Los Ases en 1942, la Orquesta de Juan D'Arienzo en 1970, el Cuarteto Cedrón en 1995, etcétera.
Francisco García Jiménez menciona este cabaré en el tango Zorro gris (1921) y Enrique García Velloso escribió una obra de teatro en 1920 cuyo título es Armenonville.
Carlos Gardel menciona este cаbaret en el tango Milonga Fina, grabado en el año 1924.
Adolfo Bioy Casares lo menciona en su novela El sueño de los héroes, publicada en 1954, cuya acción transcurre en el Buenos Aires de entre 1927 y 1930. 
En 2008, músicos franceses tomaron este nombre para un grupo de tango que tiene la particularidad de cantar tangos en francés.
Leopoldo Marechal lo cita en su novela Megafón o la Guerra en el debate sobre el tango.